# Vanima
Vanima é um género de borboletas pertencentes à família Nymphalidae.
Espécies:
- Vanima labe Butler, 1870
- Vanima lesbia Staudinger, 1886
- Vanima palladia Butler, 1867